# بيركهولدرية هاضمة الفينول
بيركهولدرية هاضمة الفينول (الاسم العلمي: Burkholderia phenoliruptrix) هي نوع من البكتيريا، سلبية الغرام، تتبع جنس البيركهولدرية.